# TV Konstanz
Der Turnverein Konstanz 1862 e. V. ist ein Sportverein aus Konstanz. Das Sportprogramm umfasst neben zahlreichen Turn- und Gymnastikangeboten auch Breiten- und Leistungssportangebote in den Sparten Leichtathletik, Basketball, Handball, Volleyball und Fußball.
Die besonders erfolgreiche Handballabteilung spielt seit 1980 unter dem Dach der HSG Konstanz; sie spielte in der Vergangenheit schon in der 2. Bundesliga. Seit der Saison 2016/17 tritt die HSG nach der Süddeutschen Meisterschaft 2015/16 erneut in der 2. Handball-Bundesliga an.
Besonders erfolgreich war auch die Basketballabteilung, deren erste Herrenmannschaft 2010/11 in der 2. Bundesliga „Pro B“ an den Start ging.

## Geschichte
Der TV Konstanz wurde am 20. Juni 1862 als reiner Turnverein gegründet. Bis zum Ersten Weltkrieg entwickelte sich ein vielfältiges Vereinsleben, in dem man an zahlreichen Turnfesten teilnahm und ausrichtete. 1923 wurde die Handballabteilung, die gemeinsam mit der Turnabteilung für lange Zeit den Schwerpunkt des Vereines bilden sollte, gegründet. Bereits 1930 wurde man Gaumeister.
In der Turnabteilung sind vor allem die Gebrüder Stadel als Aushängeschilder des Vereins zu nennen. Karl Stadel wurde 1936 deutscher Meister an Seitpferd, Reck und beim Pferdsprung. Sein Bruder Willi Stadel nahm für Deutschland an der Olympiade teil und wurde Olympiasieger im Mannschaftsmehrkampf. Nach dem Zweiten Weltkrieg wurde ab 1948 wieder geturnt. In rascher Folge wurden nun zahlreiche weitere Abteilungen (1959 Schwimmabteilung, 1960 Gymnastikabteilung, 1961 Trampolinabteilung, 1968 Volleyballabteilung, 1969 Basketballabteilung) gegründet, das Herzstück blieben aber die Abteilungen Turnen, Handball und Leichtathletik, mit zahlreichen regionalen Erfolgen. Ein Meilenstein für die Handballer war sicherlich die Fusion mit der HCDJK Konstanz 1980, welche seitdem unter dem Namen „HSG Konstanz“ antreten. Durch diese Bündelung der Kräfte konnte sich der Verein langfristig im leistungsorientierten Handball etablieren.

## Handball
Die Handballabteilung ist eine besonders erfolgreiche des TV Konstanz. Die unter eigenem Namen als HSG Konstanz antretende Abteilung zeichnet sich durch eine sehr erfolgreiche Jugendarbeit aus, insbesondere im männlichen Bereich. Die Mannschaften spielen durchgängig in den höchsten Spielklassen und haben eine Vielzahl an Erfolgen vorzuweisen.
Langfristiges Ziel der HSG Konstanz ist es, durch eine beispielhafte und gut strukturierte Jugendarbeit den Handballsport in der größten Stadt am Bodensee in der Spitze und Breite zukunftsorientiert aufzustellen. Mit dem „Konstanzer Weg“ hat die HSG in Zusammenarbeit mit den Konstanzer Hochschulen dazu eine kreative und solide Grundlage für eine bundesligataugliche Leistungsspitze geschaffen, die für die Jugendarbeit eine große Anziehungskraft und Vorbildfunktion besitzt. Diese Kooperationen zur Förderung des Spitzensports mit der Universität Konstanz und der HTWG Konstanz, in deren Rahmen exklusive Stipendien an junge, leistungswillige Talente vergeben werden, stellen eine deutschlandweite Besonderheit dar.
Mit kontinuierlicher Arbeit gelang 2016 als Drittliga-Meister der Südstaffel die Rückkehr in die 2. Bundesliga und die damit verbundene Zugehörigkeit zu den 38 besten Handball-Mannschaften Deutschlands. Cheftrainer Daniel Eblen kehrte damit im 13. Jahr als HSG-Coach dorthin, wo er als Spieler mit der HSG Konstanz seine Karriere früh verletzungsbedingt beenden musste. Dabei wurde seine Mannschaft von mehr als 1000 Zuschauern pro Heimspiel getragen – wie seit Jahren Liga-Bestwert. Ein Jahr später gelang mit 35:41 Punkten der vorzeitige Klassenerhalt in der zweiten Liga. Erneut konnte der Zuschauerschnitt weiter deutlich auf nunmehr 1300 pro Heimspiel gesteigert werden – Bestwert eines Aufsteigers und ligaweit Rang elf.

## Basketball
Eine erfolgreiche Abteilung ist die Basketballabteilung. Hier spielten rund 150 Spieler in 15 Mannschaften. Besonderer Augenmerk wird auf die Jugendarbeit gelegt. So war man 2009/2010 mit allen männlichen Jugendteams in der höchsten Spielklasse Oberliga vertreten. Zudem wurde die U20 2008 und 2009 baden-württembergischer Meister.
In den letzten zehn Jahren gewann die Basketballabteilung kontinuierlich an Bedeutung. Nach mehreren Aufstiegen in den letzten Jahren, gelang in der Saison 2009/10 unter dem Namen HolidayCheckBaskets hinter dem Dauerrivalen aus Schwenningen der Aufstieg in die 2. Bundesliga Pro B, womit man die damals erfolgreichste Mannschaftssportartsmannschaft der Stadt stellte. Trotz des zweithöchsten Zuschauerschnitts der Liga stieg das Team 2011 wieder in die 1. Regionalliga Südwest ab.
In der Regionalliga-Saison 2011/12 war der ehemalige Profi Marko Radulovic Trainer des mit getreu dem Konstanzer Konzept mit einigen Eigengewächsen ausgestatteten Kaders. Am 25. März 2012 empfing man beim vorentscheidenden Duell um die Meisterschaft gegen den direkten Konkurrenten TUS Treis-Karden etwa 1400 Zuschauer in der Schänzlehalle, was einen Vereinsrekord darstellte. Da man das Spiel knapp 65:63 gewann, stellte dies die Vorentscheidung um die Meisterschaft vor einem frenetischen Publikum dar. Vor eigenem Publikum ungeschlagen gelang es dem Verein, zum ersten Mal in seiner Geschichte die Meisterschaft in der Regionalliga zu gewinnen.
Der damit verbundene Aufstieg in die 2. Bundesliga Pro B stand lange Zeit infrage, nachdem Namenssponsor und Hauptgeldgeber Holidaycheck seine Aktivitäten eingestellt hatte. Es wurde eine groß angelegte Rettungsaktion gestartet, die zu einem neuen Dauerkartenrekord und, eine Woche vor dem ersten Spieltag der Saison 2012/2013, zur Findung eines neuen Namenssponsors (ifm electronic) führten. In die neue Saison geht der Verein nun als ifm BASEKTS, was den Nebeneffekt mit sich bringt, dass die erste Herrenmannschaft nun nicht mehr in Blau-Weiß, sondern in den Farben des Sponsors Orange-Schwarz ins Rennen geht. Sportlich verlief die Saison 2012/2013 jedoch enttäuschend und am Ende stand für die Mannschaft der sportliche Abstieg aus der Pro B zurück in die Regionalliga Südwest. In der Saison 2014/15 wurde Konstanz in der 1. Regionalliga Sechster, 2015 erfolgte aus finanziellen Gründen der Rückzug in die Oberliga. 2018 stieg die Mannschaft in die 2. Regionalliga auf. Nach dem 13. Tabellenplatz in der Regionalliga Baden-Württemberg im Spieljahr 2018/19 erfolgte der Abstieg in die Oberliga.